# Molothrus bonariensis

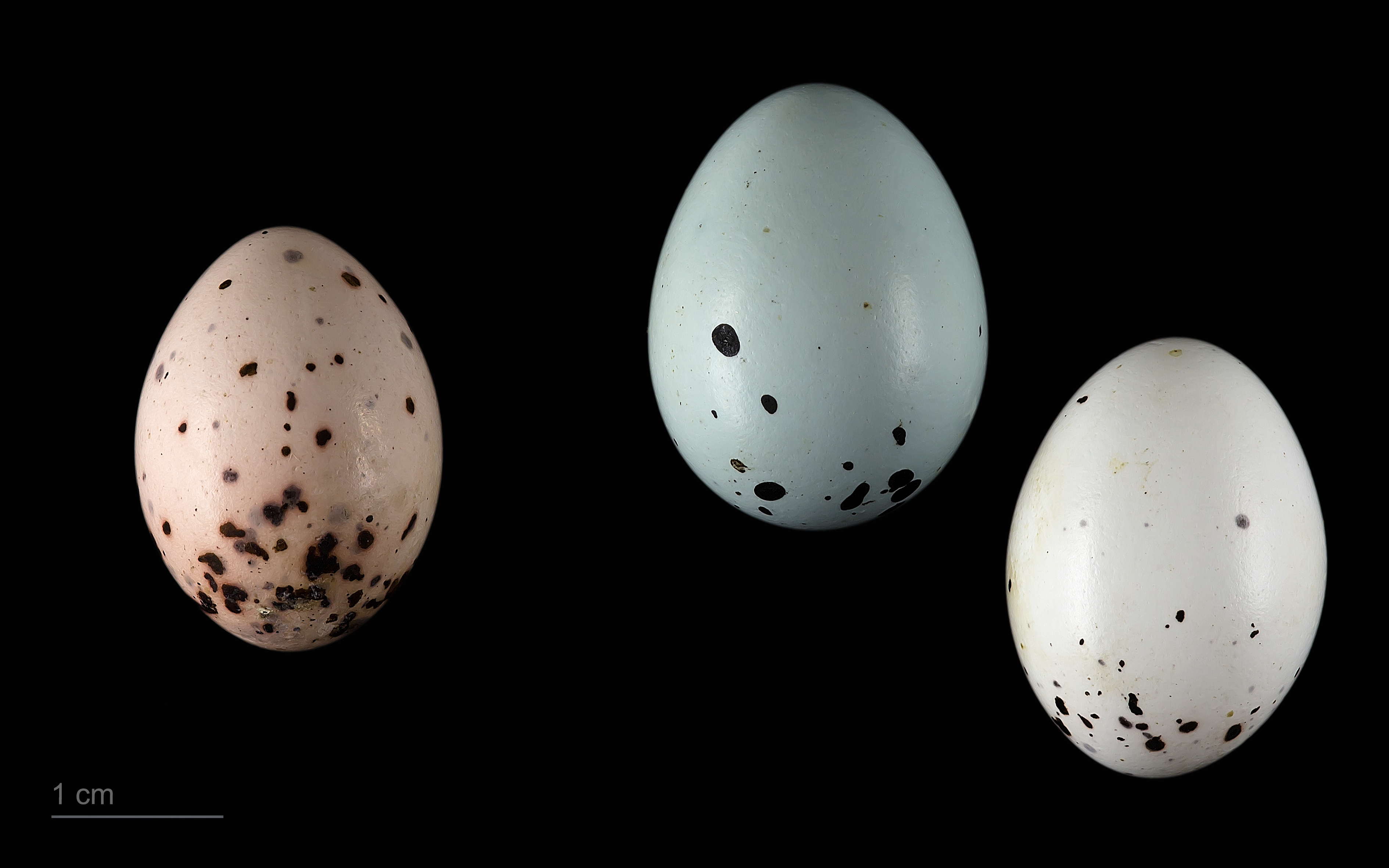
Molothrus bonariensis + Curaeus curaeus

Molothrus bonariensis là một loài chim trong họ Icteridae.